# Waheela
El waheela és un críptid amb aspecte de llop, que suposadament s'ha vist a la Vall de Nahani, als Territoris del nord-oest, al Canadà. També s'han documentat albiraments en zones de Michigan i Alaska. El criptozoologista Ivan Sanderson pensa que el waheela pot formar part d'una població relicta d'amficiònids.
El waheela és semblant al shunka warakin, però el seu hàbitat es troba més al nord. També és semblant a l'amarok, un llop gegant de la mitologia dels inuit.